# Општина Интрегалде (Алба)
Интрегалде (рум. Întregalde) општина је у Румунији у округу Алба.
Oпштина се налази на надморској висини од 743 m.